# 68. Międzynarodowy Festiwal Filmowy w Wenecji
68. Międzynarodowy Festiwal Filmowy w Wenecji odbył się w dniach 31 sierpnia − 10 września 2011 roku. Imprezę otworzył pokaz amerykańskiego filmu Idy marcowe w reżyserii George’a Clooneya. W konkursie głównym zaprezentowano 23 filmy pochodzące z 12 różnych krajów.
Jury pod przewodnictwem amerykańskiego reżysera Darrena Aronofsky’ego przyznało nagrodę główną festiwalu, Złotego Lwa, rosyjskiemu filmowi Faust w reżyserii Aleksandra Sokurowa. Drugą nagrodę w konkursie głównym, Nagrodę Specjalną Jury, przyznano włoskiemu filmowi Terraferma w reżyserii Emanuele Crialese.
Honorowego Złotego Lwa za całokształt twórczości odebrał włoski reżyser Marco Bellocchio. Galę otwarcia i zamknięcia festiwalu prowadziła włoska aktorka Vittoria Puccini.

## Członkowie jury

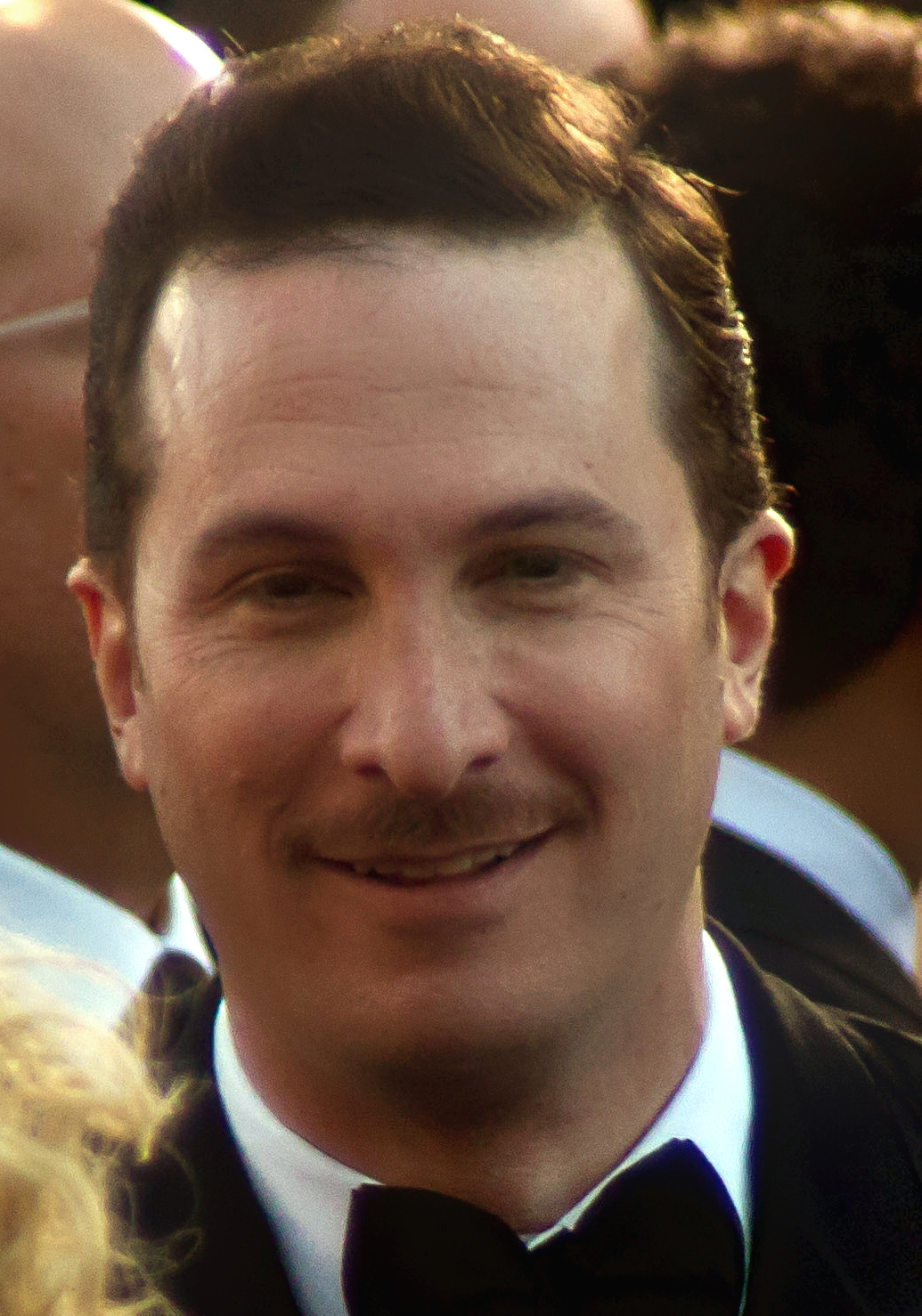
Przewodniczący jury konkursu głównego Darren Aronofsky.

### Konkurs główny
- Darren Aronofsky, amerykański reżyser − przewodniczący jury[6]
- Eija-Liisa Ahtila, fińska artystka wizualna
- David Byrne, brytyjski kompozytor
- Todd Haynes, amerykański reżyser
- Mario Martone, włoski reżyser
- Alba Rohrwacher, włoska aktorka
- André Téchiné, francuski reżyser

### Sekcja „Horyzonty”
- Jia Zhangke, chiński reżyser − przewodniczący jury
- Stuart Comer, kurator filmu w londyńskim Tate Modern
- Odile Decq, francuska architektka
- Marianne Khoury, egipska producentka filmowa
- Jacopo Quadri, włoski montażysta filmowy

### Nagroda im. Luigiego De Laurentiisa
- Carlo Mazzacurati, włoski reżyser − przewodniczący jury
- Aleksiej Fiedorczenko, rosyjski reżyser
- Fred Roos, amerykański producent filmowy
- Charles Tesson, francuski krytyk filmowy
- Serra Yılmaz, turecka aktorka

## Selekcja oficjalna

### Otwarcie i zamknięcie festiwalu
|             | Tytuł             | Reżyseria      | Kraj produkcji    |
| ----------- | ----------------- | -------------- | ----------------- |
| Otwierający | Idy marcowe       | George Clooney | Stany Zjednoczone |
| Zamykający  | Pannice w opałach | Whit Stillman  | Stany Zjednoczone |

### Konkurs główny
Następujące filmy zostały wyselekcjonowane do udziału w konkursie głównym o Złotego Lwa:
| Tytuł polski                 | Tytuł oryginalny             | Reżyseria                           | Kraj produkcji    |
| ---------------------------- | ---------------------------- | ----------------------------------- | ----------------- |
| 4:44 Ostatni dzień na Ziemi  | 4:44 Last Day on Earth       | Abel Ferrara                        | Stany Zjednoczone |
| Alpy                         | Άλπεις Alpeis                | Jorgos Lantimos                     | Grecja            |
| Rzeź                         | Carnage                      | Roman Polański                      | Francja           |
| Niebezpieczna metoda         | A Dangerous Method           | David Cronenberg                    | Kanada            |
| Czarny koń                   | Dark Horse                   | Todd Solondz                        | Stany Zjednoczone |
| Życie bez zasad              | 奪命金 Duet ming gam         | Johnnie To                          | Hongkong          |
| Gorące lato                  | Un été brûlant               | Philippe Garrel                     | Francja           |
| Faust                        | Фауст Faust                  | Aleksandr Sokurow                   | Rosja             |
| Wymiana                      | ההתחלפות Hahithalfut         | Eran Kolirin                        | Izrael            |
| Himizu                       | ヒミズ Himizu                | Sion Sono                           | Japonia           |
| Idy marcowe                  | The Ides of March            | George Clooney                      | Stany Zjednoczone |
| Zabójczy Joe                 | Killer Joe                   | William Friedkin                    | Stany Zjednoczone |
| Kurczak ze śliwkami          | Poulet aux prunes            | Marjane Satrapi i Vincent Paronnaud | Francja           |
| Quando la notte              | Quando la notte              | Cristina Comencini                  | Włochy            |
| People Mountain People Sea   | 人山人海 Ren shan ren hai    | Cai Shangjun                        | Chiny             |
| Wojownicy tęczy: Seediq Bale | 賽德克·巴萊 Sai de ke ba lai | Wei Te-sheng                        | Tajwan            |
| Wstyd                        | Shame                        | Steve McQueen                       | Wielka Brytania   |
| Terraferma                   | Terraferma                   | Emanuele Crialese                   | Włochy            |
| Teksas – Pola śmierci        | Texas Killing Fields         | Ami Canaan Mann                     | Stany Zjednoczone |
| Szpieg                       | Tinker, Tailor, Soldier, Spy | Tomas Alfredson                     | Wielka Brytania   |
| Proste życie                 | 桃姐 Tou ze                  | Ann Hui                             | Hongkong          |
| Ostatni Ziemianin            | L'ultimo terrestre           | Gian Alfonso Pacinotti              | Włochy            |
| Wichrowe Wzgórza             | Wuthering Heights            | Andrea Arnold                       | Wielka Brytania   |

### Pokazy pozakonkursowe
Następujące filmy zostały wyświetlone na festiwalu w ramach pokazów pozakonkursowych:
| Tytuł polski                        | Tytuł oryginalny                              | Reżyseria                                                     | Kraj produkcji    |
| ----------------------------------- | --------------------------------------------- | ------------------------------------------------------------- | ----------------- |
| Alois Nebel                         | Alois Nebel                                   | Tomáš Luňák                                                   | Czechy            |
| Czarownik i biały wąż               | 白蛇傳說之法海 Bai she chuan shuo             | Ching Siu-tung                                                | Chiny             |
| Zaczarowany staw                    | La clé des champs                             | Claude Nuridsany i Marie Pérennou                             | Francja           |
| Contagion - Epidemia strachu        | Contagion                                     | Steven Soderbergh                                             | Stany Zjednoczone |
| Pannice w opałach                   | Damsels in Distress                           | Whit Stillman                                                 | Stany Zjednoczone |
| Rozpad                              | La désintégration                             | Philippe Faucon                                               | Francja           |
| Eva                                 | Eva                                           | Kike Maíllo                                                   | Hiszpania         |
| Szaleństwo Almayera                 | La folie Almayer                              | Chantal Akerman                                               | Belgia            |
| Letnie gry i zabawy                 | Giochi d’estate                               | Rolando Colla                                                 | Szwajcaria        |
| Internat                            | The Moth Diaries                              | Mary Harron                                                   | Kanada            |
| Koszmary                            | ラビット・ホラー Rabitto horâ                 | Takashi Shimizu                                               | Japonia           |
| Scossa                              | Scossa                                        | Ugo Gregoretti, Carlo Lizzani, Francesco Maselli i Nino Russo | Włochy            |
| Tahrir 2011: Dobrzy, źli i politycy | تحرير 2011: الطيب والشرس والسياسي Tahrir 2011 | Ayten Amin, Tamer Ezzat, Amr Salama i Ahmad Abdalla           | Egipt             |
| Wioska z kartonu                    | Il villaggio di cartone                       | Ermanno Olmi                                                  | Włochy            |
| Niech żyją antypody!                | ¡Vivan las antípodas!                         | Wiktor Kossakowski                                            | Niemcy            |
| W.E. Królewski romans               | W.E.                                          | Madonna                                                       | Wielka Brytania   |
| Wilde Salome                        | Wilde Salomé                                  | Al Pacino                                                     | Stany Zjednoczone |

### Sekcja „Horyzonty”
Następujące filmy zostały wyświetlone na festiwalu w ramach sekcji „Horyzonty”:
| Tytuł polski                        | Tytuł oryginalny                                  | Reżyseria                                | Kraj produkcji    |
| ----------------------------------- | ------------------------------------------------- | ---------------------------------------- | ----------------- |
| Miłość z krwi i kości               | Amore carne                                       | Pippo Delbono                            | Włochy            |
| Jałmużna dla ślepego konia          | ਅੰਨ੍ਹੇ ਘੋੜੇ ਦਾ ਦਾਨ Anhey gorhey da daan                  | Gurvinder Singh                          | Indie             |
| Łabędź                              | Cisne                                             | Teresa Villaverde                        | Portugalia        |
| Cut                                 | 映画 Cut                                          | Amir Naderi                              | Japonia           |
| Najeźdźca                           | L'envahisseur                                     | Nicolas Provost                          | Belgia            |
| Girimunho                           | Girimunho                                         | Clarissa Campolina i Helvécio Marins Jr. | Brazylia          |
| Hail                                | Hail                                              | Amiel Courtin-Wilson                     | Australia         |
| Die Herde des Herrn                 | Die Herde des Herrn                               | Romuald Karmakar                         | Niemcy            |
| Hollywood Talkies                   | Hollywood Talkies                                 | Óscar Pérez i Mia de Ribot               | Hiszpania         |
| I’m Carolyn Parker                  | I’m Carolyn Parker                                | Jonathan Demme                           | Stany Zjednoczone |
| Rzeczy niczyje                      | 줄탁동시 Jool-tak-dong-si                         | Kim Kyung-mook                           | Korea Południowa  |
| Kotoko                              | 映画 Kotoko                                       | Shin’ya Tsukamoto                        | Japonia           |
| Luang Neaw odwiedza swoich sąsiadów | ลุงนิ่วไปเยี่ยมเพื่อนบ้าน Lung Neaw Visits His Neighbours | Rirkrit Tiravanija                       | Tajlandia         |
| Nocturnos                           | Nocturnos                                         | Edgardo Cozarinsky                       | Argentyna         |
| Mówca                               | O le tulafale                                     | Tusi Tamasese                            | Samoa             |
| Ptak                                | L'oiseau                                          | Yves Caumon                              | Francja           |
| Le petit poucet                     | Le petit poucet                                   | Marina de Van                            | Francja           |
| Pamięć fotograficzna                | Photographic Memory                               | Ross McElwee                             | Stany Zjednoczone |
| Sal                                 | Sal                                               | James Franco                             | Stany Zjednoczone |
| Shock Head Soul                     | Shock Head Soul                                   | Simon Pummell                            | Wielka Brytania   |
| P-047                               | แต่เพียงผู้เดียว Tae peang phu deaw                    | Kongdej Jaturanrasamee                   | Tajlandia         |
| Dwa lata nad morzem                 | Two Years at Sea                                  | Ben Rivers                               | Wielka Brytania   |
| Lato                                | Verano                                            | José Luis Torres Leiva                   | Chile             |
| Chwała dziwkom                      | Whores' Glory                                     | Michael Glawogger                        | Austria           |
| Tożsamość miecza                    | 倭寇的蹤跡 Wo kou de zong ji                      | Xu Haofeng                               | Chiny             |
| Would You Have Sex with an Arab?    | Would You Have Sex with an Arab?                  | Yolande Zauberman                        | Francja           |

## Laureaci nagród

### Konkurs główny
Złoty Lew
- Faust, reż. Aleksandr Sokurow

Nagroda Specjalna Jury
- Terraferma, reż. Emanuele Crialese

Srebrny Lew dla najlepszego reżysera
- Cai Shangjun − People Mountain People Sea

Puchar Volpiego dla najlepszej aktorki
- Deannie Yip − Proste życie

Puchar Volpiego dla najlepszego aktora
- Michael Fassbender − Wstyd

Złota Osella za najlepszy scenariusz
- Jorgos Lantimos i Eftimis Filipu − Alpy

Złota Osella za wybitne osiągnięcie techniczne
- Robbie Ryan za zdjęcia do filmu Wichrowe Wzgórza

Nagroda im. Marcello Mastroianniego dla początkującego aktora lub aktorki
- Fumi Nikaidō i Shōta Sometani − Himizu

### Sekcja „Horyzonty”
Nagroda Główna
- Kotoko, reż. Shin’ya Tsukamoto

Nagroda Specjalna Jury
- Chwała dziwkom, reż. Michael Glawogger

Wyróżnienie Specjalne
- Mówca, reż. Tusi Tamasese

Nagroda za najlepszy film średniometrażowy
- Accidentes gloriosos, reż. Mauro Andrizzi i Marcus Lindeen

Nagroda za najlepszy film krótkometrażowy
- In attesa dell'avvento, reż. Felice D'Agostino i Arturo Lavorato
  - Wyróżnienie Specjalne:  All the Lines Flow Out, reż. Charles Yi Yong Lim

### Wybrane pozostałe nagrody
Nagroda im. Luigiego De Laurentiisa za najlepszy debiut reżyserski
- Là-bas - Educazione criminale, reż. Guido Lombardi

Nagroda Publiczności w sekcji „Międzynarodowy Tydzień Krytyki”
- Là-bas - Educazione criminale, reż. Guido Lombardi

Nagroda Label Europa Cinemas dla najlepszego filmu europejskiego
- Winny, reż. Vincent Garenq

Nagroda FIPRESCI
- Konkurs główny:  Wstyd, reż. Steve McQueen
- Sekcja „Horyzonty”:  Dwa lata nad morzem, reż. Ben Rivers

Nagroda im. Francesco Pasinettiego (SNGCI – Narodowego Stowarzyszenia Włoskich Krytyków Filmowych)
- Najlepszy włoski film:  Terraferma, reż. Emanuele Crialese
  - Wyróżnienie Specjalne:  Ostatni Ziemianin, reż. Gian Alfonso Pacinotti

Nagroda SIGNIS (Międzynarodowej Organizacji Mediów Katolickich)
- Faust, reż. Aleksandr Sokurow
  - Wyróżnienie Specjalne:  Proste życie, reż. Ann Hui

Nagroda CICAE (Międzynarodowej Konfederacji Kin Studyjnych)
- Mówca, reż. Tusi Tamasese

Queerowy Lew dla najlepszego filmu o tematyce LGBT
- Wilde Salome, reż. Al Pacino

Nagroda UNICEF-u
- Terraferma, reż. Emanuele Crialese

Nagroda UNESCO
- Tahrir 2011: Dobrzy, źli i politycy, reż. Ayten Amin, Tamer Ezzat, Amr Salama i Ahmad Abdalla

Honorowy Złoty Lew za całokształt twórczości
- Marco Bellocchio